# Clovia immutata
Clovia immutata är en insektsart som först beskrevs av Walker 1857.  Clovia immutata ingår i släktet Clovia och familjen spottstritar. Inga underarter finns listade i Catalogue of Life.